# SMC 018136
Désignations
SMC 018136, également désignée PMMR 37, est une lointaine supergéante rouge située dans le Petit Nuage de Magellan. Cette étoile, qui a été découverte par l'astronome Roberta M. Humphreys en 1979, est connue pour être l'une des plus grandes étoiles à avoir été observée. Une estimation de sa taille a permis d'observer que l'étoile a rayon de 1310 R☉ et que, si elle remplaçait le Soleil au centre du système solaire, sa photosphère s'étendrait jusqu'à une distance de 6,09 UA, près de l'orbite de la planète Saturne[réf. nécessaire].

## Propriétés stellaires
SMC 018136 est une supergéante rouge en fin de vie, généralement classée avec un type spectral de M0Ia, même si une étude plus récente lui donne un type un peu plus précoce de K4,5Ia-Iab. Elle se situe parmi les étoiles les plus grandes et les plus lumineuses connues, puisque son rayon est de 1310 R☉. Elle émet depuis sa photosphère une luminosité supérieure à 200 000 L☉ et sa magnitude bolométrique est de -8,76. Sa faible métallicité, typique des nuages de Magellan, est estimée à [Fe/H] de -0,151. Sa température a été estimée à plusieurs reprises avec des valeurs comprises de 3 575 K à 4 367 K.
SMC 018136 est également une étoile variable irrégulière à longue période, sa magnitude apparente variant entre 11,83 et 12,28 sans période donnée. La variabilité a été identifiée grâce au programme scientifique All Sky Automated Survey for SuperNovae. Les mesures du satellite Gaia ont toutefois permis d'identifier une période de variation de 308 jours.